# Chồn ecmin

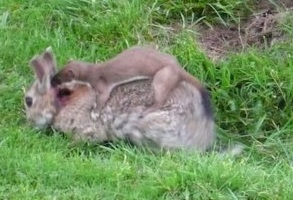
Chồn ecmine đang bắt thỏ châu Âu

Chồn ecmine (danh pháp hai phần: Mustela erminea) là một loài động vật thuộc họ Chồn bản địa Âu Á và Bắc Mỹ. Loài này được phân biệt với chiếc bụng trắng bởi kích thước lớn hơn và đuôi dài với một đầu màu đen nổi bật. Phạm vi phân bố của chồn đã mở rộng kể từ cuối thế kỷ XIX bao gồm New Zealand và là nơi loài này gây ra sự suy giảm các quần thể chim bản địa.
Chồn ecmine được IUCN xếp vào nhóm loài ít quan tâm do phạm vi phân bố rộng quanh vùng cực vì loài này không phải đối mặt với bất kỳ mối đe dọa đáng kể với sự sống còn. Loài được liệt kê trong số "100 loài loài xâm lấn tồi tệ nhất thế giới".

## Hình ảnh

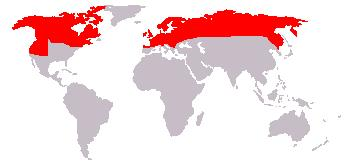
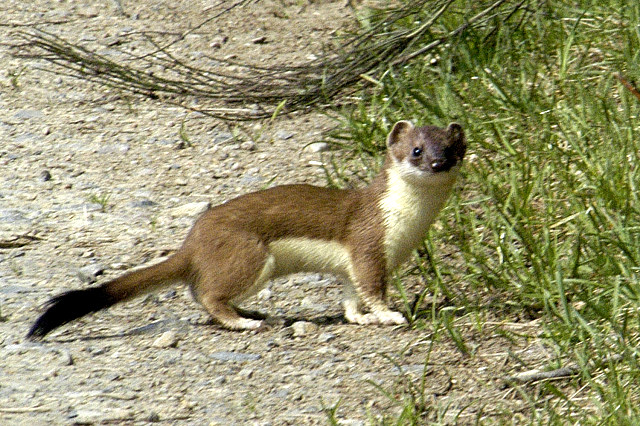
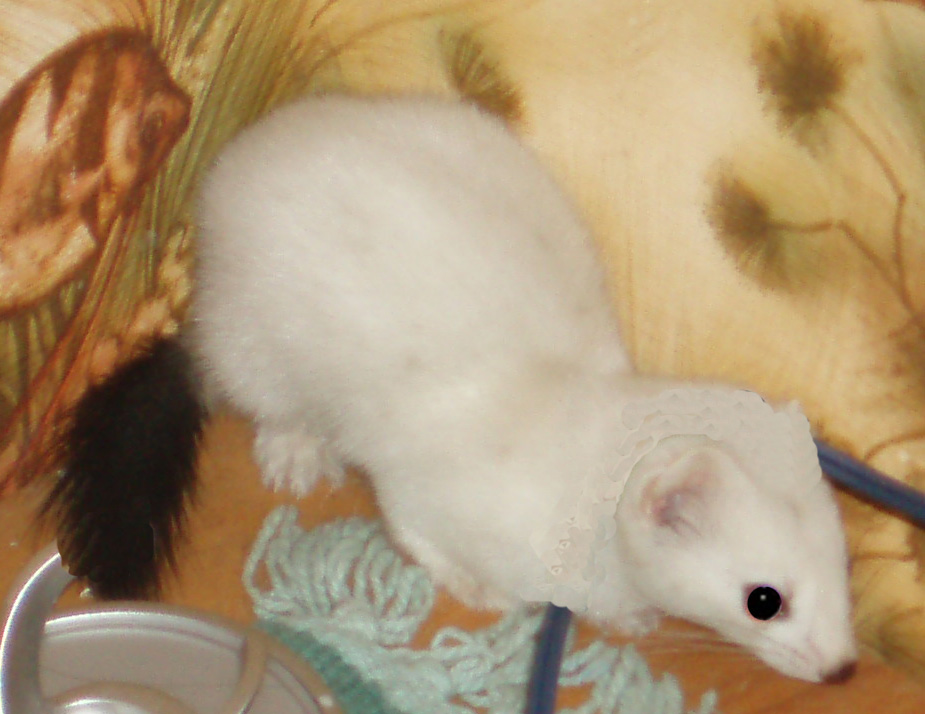
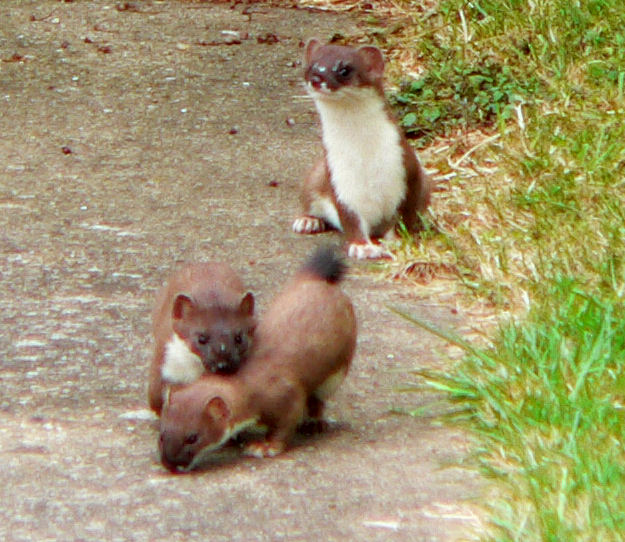
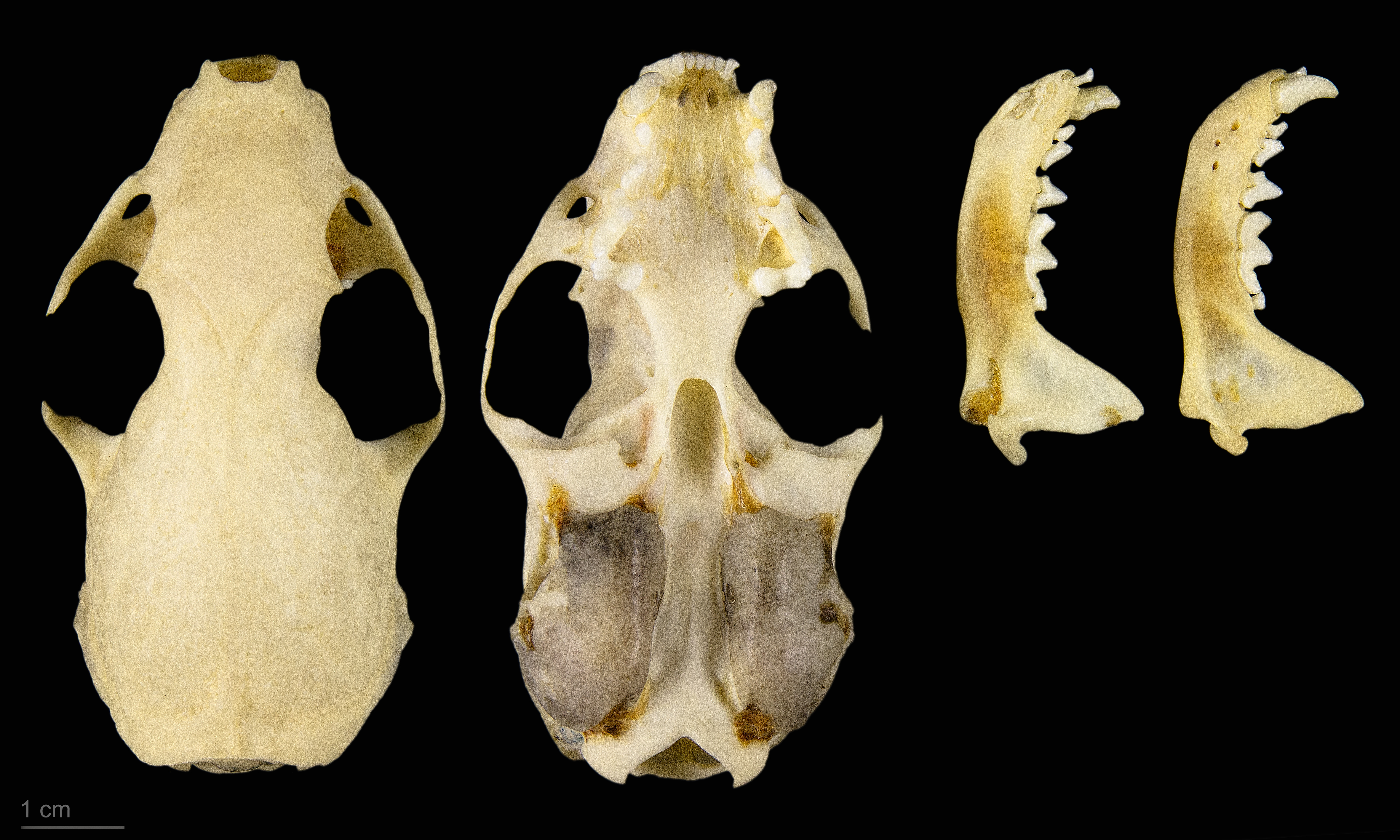
Mustela erminea